# Croqueta de jaiba

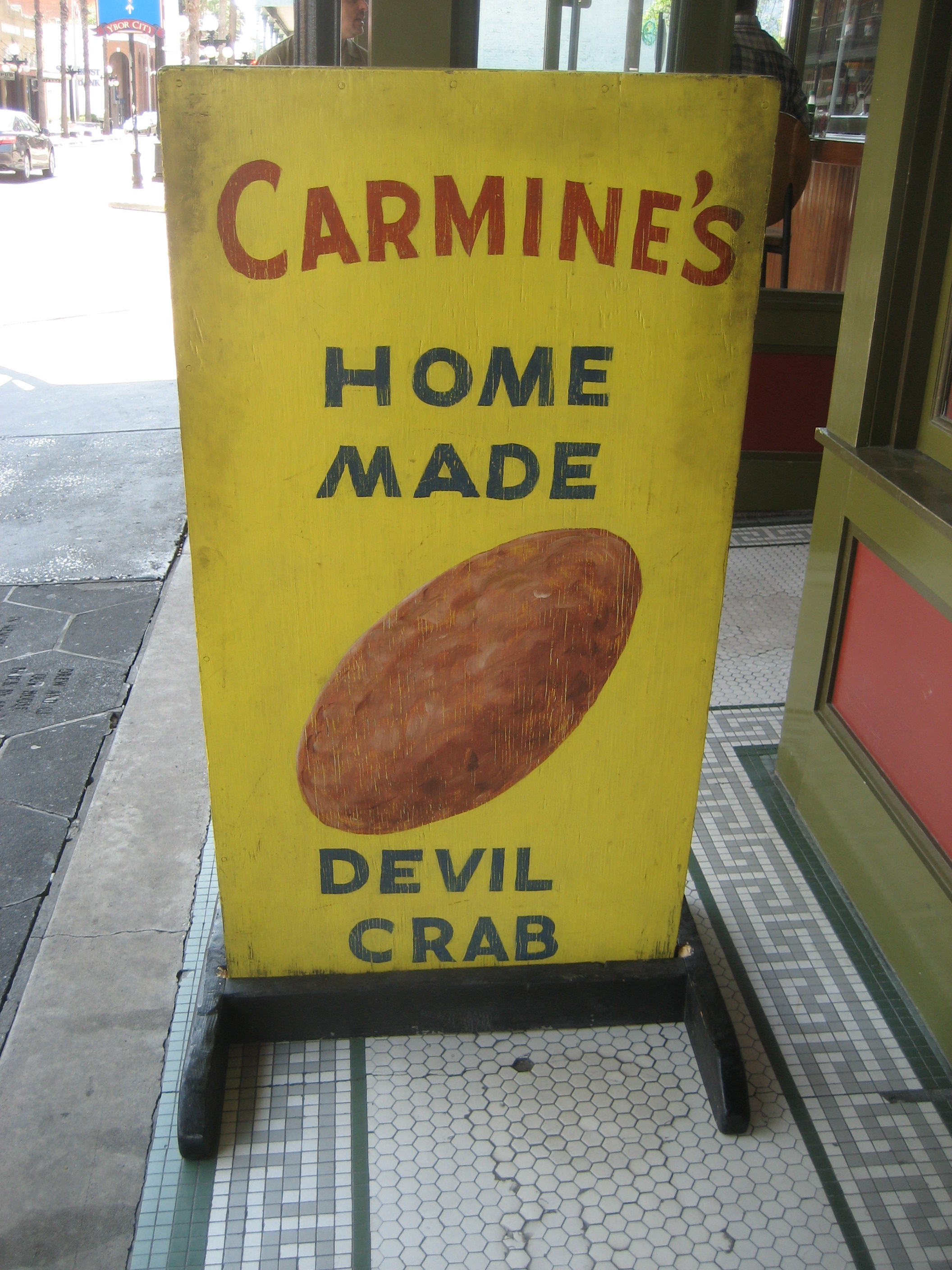
Anuncio de devil crabs (sic) en Ybor City (Tampa, Florida).

Una croqueta de jaiba o cangrejo es una simple croqueta hecha de carne de cangrejo condimentada y cocida, que se empana, se amasa hasta darle una forma parecida a la de una pelota de rugby o patata pequeña, y se fríe. A menudo se condimenta con salsa picante.
En inglés se llama deviled crab, a pesar de que no tiene relación con los deviled eggs (huevos rellenos). Es parecido al crabcake (‘pastel de cangrejo’), difiriendo principalmente en el condimento: tradicionalmente, el devil (‘diablo’) procede de la salsa cubana de enchilada que se mezcla con el cangrejo en su preparación. Esta salsa tiene más tomate que la variedad mexicana, y da un poco de sabor picante al plato. Otra diferencia entre la croqueta de jaiba y el crabcake es que la primera es firme y se mantiene entera al comerla, y que no se sirve en un panecillo.

## Historia
El plato surgió en la comunidad inmigrante española, cubana e italiana de Ybor City (Tampa, Florida) durante la Gran Depresión, y emplea ingredientes que eran baratos y abundantes localmente: cangrejo azul y pan duro (normalmente pan cubano).
Las croquetas de jaiba siguen siendo populares en la región de la Bahía de Tampa, especialmente en cafeterías y restaurantes que sirven comida cubana y española en Ybor City y West Tampa.